# Benimassot
Benimassot község Spanyolországban, Alicante tartományban. Lakosainak száma 96 fő (2024). Benimassot Balones, Facheca, Planes, Quatretondeta, Tollos és La Vall d’Alcalà községekkel határos.

## Népesség
A település lakosságának változását az alábbi diagram mutatja:
| Lakosok száma | 146  | 137  | 137  | 123  | 129  | 113  | 99   | 106  | 97   | 96   |
|               | 2001 | 2004 | 2006 | 2009 | 2011 | 2014 | 2016 | 2019 | 2021 | 2024 |